# Сокровища Кровавого Рокхама
«Сокровище Красного Ракхама» (фр. Le Trésor de Rackham le Rouge) — двенадцатый альбом из серии «Приключения Тинтина» бельгийского карикатуриста Эрже.
Продолжение комикса «Секрет „Единорога“» публиковалось в чёрно-белом варианте в бельгийской газете Le Soir с 19 февраля по 23 сентября 1943 года. Цветная версия опубликована в сборнике Casterman в 1945 году.
Завершая историю, начатую в «Секрете „Единорога“», история повествует о молодом репортёре Тинтине и его друге капитане Хэддоке, которые отправляются в экспедицию на Карибы, чтобы найти сокровища пирата Красного Ракхама.

## Сюжет
Тинтин и его друг капитан Хэддок планируют экспедицию в Вест-Индию на борту рыболовецкого траулера «Сириус», чтобы найти сокровища пирата Красного Ракхама. Ранее прочитав три пергаментных письма, написанных предком Хэддока, сэром Фрэнсисом Хэддоком, они обнаружили координаты того, что, по их мнению, является сокровищем на борту затонувшего судна XVII века «Единорог», недалеко от неизвестного острова. Эксцентричный, слабослышащий изобретатель по имени профессор Турнесоль предлагает им помощь с использованием своей одноместной подводной лодки в форме акулы, но они отказываются от его помощи. Отправляясь в плавание, к ним присоединяются полицейские детективы Дюпон и Дюпонн, и вскоре они обнаруживают, что Турнесоль пробрался на борт, прихватив с собой свою подводную лодку.
Когда они достигают координат, указанных на пергаментах, острова не видно. Разочарованный, Хэддок размышляет о том, чтобы повернуть назад, но Тинтин вскоре понимает проблему: если бы сэр Фрэнсис использовал французскую карту вместо английской для расчета положения, координаты были бы измерены на Парижском меридиане, а не на Гринвичском меридиане. Поскольку они использовали Гринвичский меридиан, они понимают, что находятся слишком далеко на западе.
После путешествия в правильное место они обнаруживают неизведанный остров, который находится примерно в 230 км к северу от Пунта-Каны (Доминиканская Республика) и в 286 км к востоку-юго-востоку от города Кокберн (местоположение 20°37’42.0"N 70°52’15.0"W с поправкой на 2° 20′ 14.02500″ E для Парижского меридиана). Там они находят статую сэра Фрэнсиса Хэддока и другие доказательства, включая попугаев, которые до сих пор используют оскорбления Хэддока, переданные ему сэром Фрэнсисом. Тинтин приходит к выводу, что Фрэнсис Хэддок укрылся на острове и что обломки «Единорога» должны быть где-то поблизости. Они находят обломки с помощью подводной лодки Турнесоля и извлекают из них различные артефакты, но не находят сокровища. Среди артефактов есть сейф со старыми документами, свидетельствующими о том, что сэр Фрэнсис Хэддок был владельцем загородного поместья Муленсар.
Вернувшись в Бельгию, Турнесоль покупает поместье, используя средства от продажи своего проекта подводной лодки, и отдает его Хэддоку. Тинтин и Хэддок обыскивают подвалы дома, где Тинтин замечает статую Святого Иоанна Евангелиста, держащего крест с земным шаром и орлом у его ног. Тинтин внезапно вспоминает, что в оригинальных трех пергаментах Фрэнсиса Хэддока говорилось: «Ибо из света воссияет свет, а затем воссияет крест Орла», и понимает, что это сообщение относилось не к местоположению Единорога, а к Святому Иоанну «Орлу»: его традиционному символу. Тинтин находит остров на земном шаре, нажимает секретную кнопку, которую он там находит, и обнаруживает сокровище Красного Ракхама, спрятанное внутри. Некоторое время спустя Хэддок устраивает выставку сокровищ и нескольких артефактов Единорога в Зале Муленсара.

## Экранизации и адаптации
Комикс «Сокровище Красного Ракхама» был включён в мультсериал «Приключения Тинтина» (1957) и мультсериал «Приключения Тинтина» (1992).
Альбом, наряду с «Крабом с золотыми клешнями» и «Секретом „Единорога“», положен в основу фильма Стивена Спилберга «Приключения Тинтина: Тайна единорога».